# Heliodoxa branickii
Heliodoxa branickii là một loài chim trong họ Trochilidae.